# Cynané
Cynané ou Kynané (en grec ancien Kυνάνη / Kynané) est une demi-sœur d'Alexandre le Grand, fille de Philippe II et d'Audata, une princesse illyrienne. Elle périt vers 323-322 av. J.-C. sur ordre de Perdiccas.

## Biographie
Née vers 358 av. J.-C., Cynané accompagne son père Philippe II dans une campagne en Illyrie au milieu des années 340. Pendant un combat, elle aurait tué de sa propre main une reine illyrienne. Peu de temps après, elle épouse Amyntas IV et lui donne une fille, Adéa, appelée par la suite Eurydice. Après l'assassinat d'Amyntas sur ordre d'Alexandre le Grand vers 336-335 av. J.-C., Cynané est offerte à Langaros, roi des Agrianes ; mais celui-ci meurt de maladie avant de pouvoir venir à Pella pour conclure le mariage. Elle reste alors célibataire et élève sa fille en Macédoine en la formant à l'art de la guerre.
Après la mort d'Alexandre en 323, Cynané veut faire épouser sa fille au nouveau roi de Macédoine, Philippe III. Elle parvient à franchir le Strymon malgré l'opposition d'Antipater et passe ensuite l'Hellespont pour rencontrer Philippe III. Ce mariage déplait fortement à Olympias et à Perdiccas qui ordonne à son frère, Alcétas, de marcher contre elle. Près de Kelainai en Phrygie, les soldats macédoniens s'arrêtent d'abord à la vue de la sœur d'Alexandre. Mais, après avoir reproché à Alcétas son ingratitude, et intrépide face au nombre de ses adversaires, elle engage le combat, résolue à mourir courageusement. Après la mort de Cynané, l'armée d'Alcétas se mutine et le mariage est tout de même conclu.
Sa mort a pour conséquence d'accélérer la formation d'une coalition entre Antipater, Cratère  et Antigone le Borgne contre Perdiccas. En 317, Cynané est enterrée à Aigai, près du tombeau de sa fille et de son gendre, après des funérailles solennelles organisées par Cassandre.
De toutes les princesses macédoniennes de la période hellénistique, Cynané est l'une rares à avoir combattu en première ligne.

## Postérité

### Littérature
- Cynané (sous le nom de Kynane) apparaît dans le roman historique Les jeux funéraires (Funeral Games) de Mary Renault (1981).
- Cynané apparait dans la saga d'heroic fantasy Le sang des Dieux et des Rois d'Eleanor Herman.

### Jeu vidéo
- Cynané est un personnage du jeu vidéo Total War: Arena.

### Art contemporain
- Cynané figure parmi les 1 038 femmes référencées dans l'œuvre d’art contemporain The Dinner Party (1979) de Judy Chicago. Son nom y est associé à Boadicée[7],[8].